# Oulema magistrettiorum
Oulema magistrettiorum là một loài bọ cánh cứng trong họ Chrysomelidae. Loài này được Ruffo miêu tả khoa học năm 1964.